# Lecanora austrointumescens
Lecanora austrointumescens är en lavart som beskrevs av Helge Thorsten Lumbsch och John Alan Elix. 
Lecanora austrointumescens ingår i släktet Lecanora och familjen Lecanoraceae. Inga underarter finns listade i Catalogue of Life.